# Brachyglene
Brachyglene is een geslacht van vlinders van de familie tandvlinders (Notodontidae), uit de onderfamilie Dioptinae.

## Soorten
- B. bracteola Hübner, 1832
- B. transita Hering, 1925